# Ринсвінд
Ринсвінд (англ. Rincewind the Wizzard) — персонаж творів британського письменника Террі Пратчетта у серії книг про Дискосвіт. Чарівник-невдаха, що є головним героєм однойменного циклу творів "Ринсвінд" - що зазвичай оповідає про пригоди чарівника і події пов`язані з Невидною академією, місцем навчання чарівників Анк-Морпорка і Дискосвіту.

## Зовнішність

### У книгах
Террі Пратчетт неодноразово описує Ринсвінда у однойменному циклі як чарівника-невдаху, використовуючи усі алегорії та метафори задля висміювання ідеального образу фентезі героїв або чарівників, на прикладі Гандальфа Сірого та інших. 
Британський письменник описує героя як: сухорлявого чоловіка як і більшість чарівників, високого та худого, що має жалюгідну борідку. Одягнутий у пурпуровий плащ на якому потьмянілими блискітками вишито кілька містичних символів. Крім цього на ньому темно червона мантія, гостроверхий капелюх з широкими крисами на якому вишито недбало слово "Чаррівник" величезними срібними літерами, вершечок капелюха прикрашає зірка, що втратила більшість своїх блискіток, а на шиї висить ланцюжок із бронзовим восьмикутником, що засвідчує статус випускника Невидної академії - вищої школи магії, приміщення якої існували поза часом і простором.

## Історія

### Колір магії
У молодому віці, будучи студентом Невидної академії, Ринсвінд відкрив наймогутнішу книгу заклинань під назвою "Октаво", звідки втекло одне з заклинань і засіло у голові чарівника. Опісля цього злощасного випадку він покинув навчання засвоївши тільки одне заклинання і через це не зміг навчатися далі. На Диску існує 8 рівнів магії однак провчившись 16 років він не досягнув навіть першого. Опісля цього, знаючи чимало мов чарівник вирішив заробляти цим у місті Анк-Морпорк. Одного дня це призводить до того, що він знайомиться з першим туристом Дискосвіту на ім`я Двоцвіт, що разом з Багажем створеного з розумної грушки шукає нові пригоди та враження у місті. Ринсвінд наймається його гідом і вирушає у нові пригоди спочатку підпалюючи Анк-Морпорк, потім потрапляючи в храм злого бога Бель-Шамгарота, з якого вибираються ледве живими. Після довгої подорожі герої потрапляють до перевернутої гори, жителі якої літають на уявних драконах і на деякий час самі стають вершниками. Потрапляють в рабство. Ледве не падають за край. В кінці своїх пригод потрапляють в рабство в країні Крулл. В статусі рабів їх хочуть принести в жертву для того щоб запланований спуск космічного корабля з Узбіччя Диску пройшов вдало, але Ринсвінд і Двоцвіт самі викрадають космічний корабель і рятуються на ньому, опинившись за межею диску.

### Химерне Сяйво
Ринсвінд і Двоцвіт рятуються від падіння з Узбіччя Диску, коли Октаво, (найпотужніша книга магії у світі), коригує реальність, щоб запобігти втраті однієї з восьми заклинань, яка прожила в голові Ринсвінда з моменту вигнання з Невидної академії: Ринсвінд, Двоцвіт і Багаж опиняються у Скундському лісі. До них прямують чарівники з Невидної академії, що дізнаються про падіння червоної зірки яка прямує на Диск аби його знищити. Вони відправляються Скундського лісу, щоб спробувати схопити Ринсвінда, який перебував з Двоцвітом та Багажем у хатинці з імбирного прянику, що належав відьмі. При появі чарівників, головні герої у цілковитому хаосі, полишають ліс верхи на мітлі відьми. Ринсвінд і Двоцвіт під час небесної подорожі натрапляють на групу друїдів, які зібрали "комп'ютер", сформованого з великих стоячих каменів, і дізнаються про наближення червоної зірки. У той час як Двоцвіт намагається запобігти друїдам принести в жертву молоду жінку на ім'я Бетан, Коен-варвар, пародія на Конана, атакує друїдів. Двоцвіт отруюється під час битви і це змушує Ринсвінда вирушити до оселі Смерті, щоб врятувати його. Ринсвінд разом із Багажем і "туристом" уникає того щоб бути вбитим дочкою Смерті Ізабелл, тікаючи з оселі Смерті. У той же момент Ринсвінд має розмову з Октаво, що застерігає його не дозволити чарівникам Невидної академії заволодіти Восьмим Заклинанням, бо стануться жахливі речі, якщо їх промовити усі разом раніше потрібного часу. Ринсвінд і Двоцвіт подорожують з Коеном і Бетан до найближчого міста, де на них нападає натовп людей, які вірять, що зірка має намір знищити Диск через присутність магії. Тріо тікає в одну із багатьох крамниць, які продають дивні і зловісні товари, а опісля зникають коли клієнт намагається їх знайти. Існування цих крамниць пояснюється як прокляття чаклунів, що допомагає героям повернутися в Анк-Морпорк телепортуючи з цього місця. Чарівник-невдаха вголос читає усі вісім заклинань Октаво, що зупиняє падіння червоної зірки. Історія завершується прощанням з Двоцвітом, що мав намір повернутися додому. У кінці, турист на згадку про спільні пригоди, подарував Ринсвінду власний Багаж, а чарівник попрямував шляхом до Невидної академії, маючи намір повернутися до ордену чарівників.

### Морт(камео)
Ринсвінд стає почесним помічником бібліотекаря-орангутана Невидної академії. Він зустрічає у власній бібліотеці дворецького Смерті Альфреда(у минулому чарівника), що шукає власного господаря у місті Анк Морпорк і вимагає викликати його за допомогою заклинання Ашк-Енте. Ринсвінд та бібліотекар дивуються появі Альфреда і продовжують займатися власними буденними справами.

### Чаротворці
У Дискосвіті з`являється перший чаротворець, що має намір привласнити Диск та зробити чарівників могутніми володарями. Чарівник-невдаха Ринсвінд разом з Багажем на ніжках, відомого з попередніх частин циклу "Ринсвінд" і Бібліотекарем-орангутаном, випадково пропускають приїзд чаротворця, незадовго до цього покинувши академію. Доки вони перебували у таверні "Латаний барабан", Коніна, професійна злодійка і дочка героя Дискосвіту Коена Варвара, прибуває у таверну, тримаючи з собою капелюх Архітектора Невидної академії, який вона встигла вкрасти з його кімнати перед смертю від рук чаротворця. Під керівництвом капелюха, який розглядає Койна як загрозу для чаклунства та самого світу, Коніна змушує Ринсвінда піти з нею і відправитися на кораблі до Хапонії, міста Аль-Халі, де як стверджує капелюх, хтось придатний його носити.  Ринсвінд, Коніна і Багаж опиняються в компанії Креозота, серіфа Аль-Халі та Абріма, його віроломного візира. Тріо врешті-решт відокремлюються; Ринсвінда кидають у зміїну яму, де він зустрічає Найджела, героя-початківця і варвара, що тренується бути в майбутньому легендарним героєм. Коніну відводять до гарему Креозота, де серіфу його наложниці розповідають історії. А ось Багаж на ніжках, зневажений Коніною, тікає і напивається, перш ніж вбити і з'їсти кількох істот у пустелях. Група чарівників Невидної академії атакує Аль-Халі аби забрати капелюх архітектора, утворюючи велику кількість магії власною появою, що тимчасово вводить Ринсвінда в транс і дозволяє йому використовувати магію, що рятує його і Найджела уникнути зміїної ями. Ринсвінд, Коніна, Найджел і Креозот знаходять чарівний літаючий килим у скарбниці палацу і використовують його для втечі з палацу. Почувши, як Креозот висловлює настрої супроти чарівників, розлючений і принижений Ринсвінд відмовляється від подорожі, забираючи з собою чарівний килим і потрапляє до Невидної академії, де він дізнається, що бібліотекар орангутан врятував магічні книги, сховавши їх у старовинній вежі мистецтва. Бібліотекар переконує Ринсвінда зупинити чаротворця, і він вирушає зіткнутися з ним за допомогою звичайної шкарпетки, до якої заховав півцеглини. Ринсвінд постає перед чаротворцем. Чарівник невдаха не намагається битись з ним, але костур влади з сутністю батька чаротворця наказує вбити його. Зрештою, Ринсвінд переконує чаротворця покинути костур, але влада батька була спрямована проти його сина. Інші чарівники покидають вежу, коли Ринсвінд рятує чаротворця від влади костура і вони разом телепортуються у Підземельні Виміри. Ринсвінд наказує йому повернутися до академії і використовуючи лише шкарпетку, атакує Потвору аби відволікти і забезпечити втечу Койну, жертвуючи власним життям заради хлопця. У кінці оповіді бібліотекар бере втрачений капелюх Ринсвінда, що він залишив опісля спроби врятувати Койна і розміщує її на п'єдесталі в бібліотеці.

## Цикл романів Ринсвінд
Террі Пратчетт присвятив однойменний цикл у серії книг про Дискосвіт на честь чарівника-невдахи. У цьому циклі зазвичай відбуваються пригоди чарівника та його подорожі Дискосвітом. У 2020 році Видавництво Старого Лева, а саме офіційні видавці Террі Пратчетта в Україні, створили порядок читання творів Дискосвіту вперше українською. Крім цього кожен цикл у виданні Видавництва Старого Лева має власну символіку, зокрема і цикл Ринсвінд, про що у процесі створення розповіли дизайнери обкладинки Творча майстерня «Аґрафка». 
«Весь Дискосвіт пронизаний магією, алюзіями на міфологію і все це змішано зі стімпанком і гумором, - каже Романа. - Тому за основу для візуальної інтерпретації ми взяли алхімічні манускрипти. Навіть типографіку розробили спеціально для цього проекту, інспіровану середньовічними книгами з магії та алхімії, а також дюрерівськими типографічними композиціями. Сидимо і чемно пишемо пером. У технології виконання обкладинок ми теж експериментуємо і додаємо трохи смаку вінтажності, акцентуючи на тактильних відчуттях. Наприклад, перша книга – «Колір Магії» – надрукована золотою фарбою, бо ж яким ще може бути колір магії». Художники вже розробили палітру для романів, а також символіку для кожного з перекладених підциклів. «Підцикл «Відьми» будуть маркуватися казанком, «Ринсвінд» - капелюхом чарівника, «Варта» - щит і герб Анк-Морпорка, «Морт» - пісочний годинник, - розповів Андрій Лесів. – Власне підцикл «Морт», якщо погодять правовласники, будемо починати в сріблясто-зелених тонах».